# Lomnici-nyereg

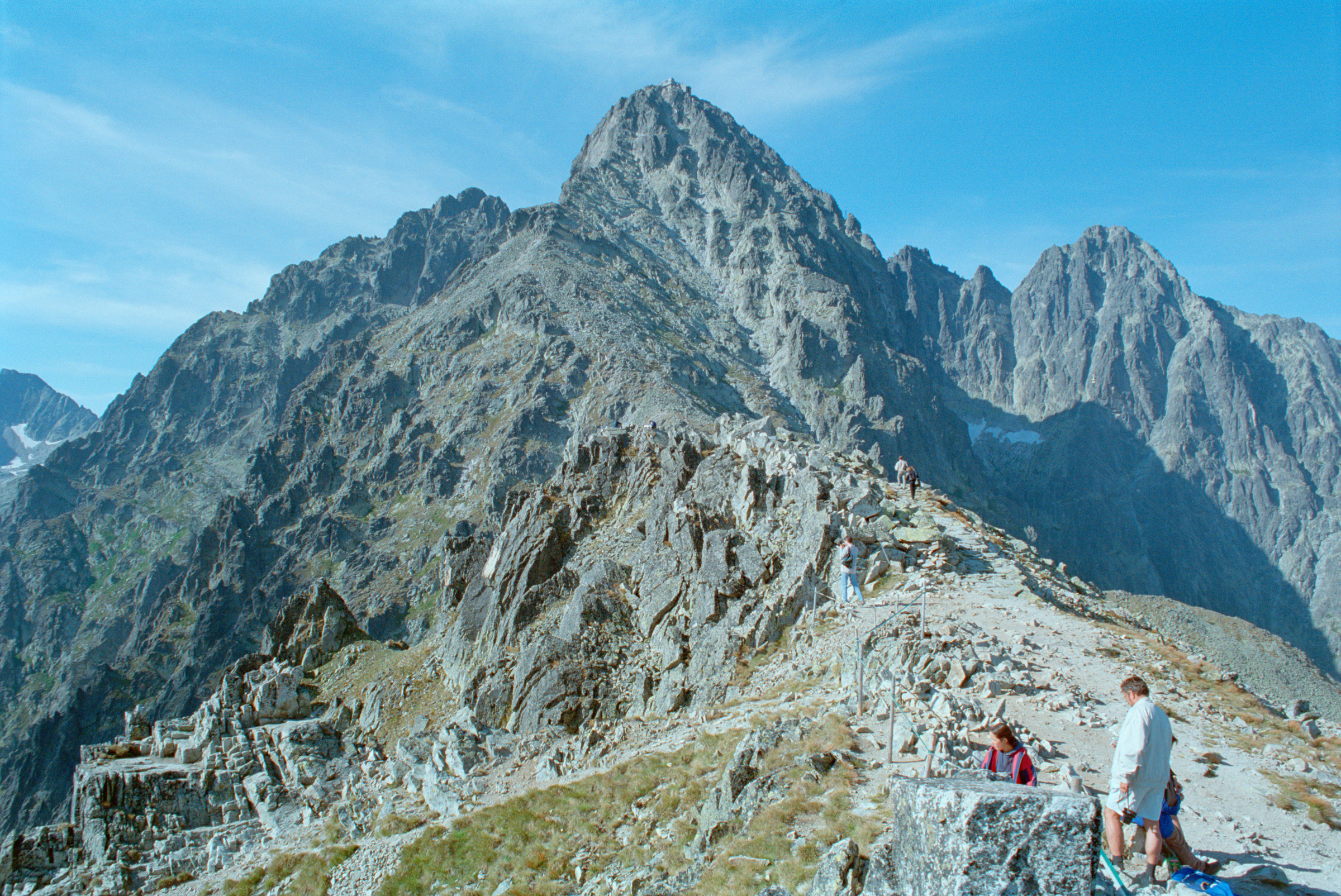
Lomnici-nyereg

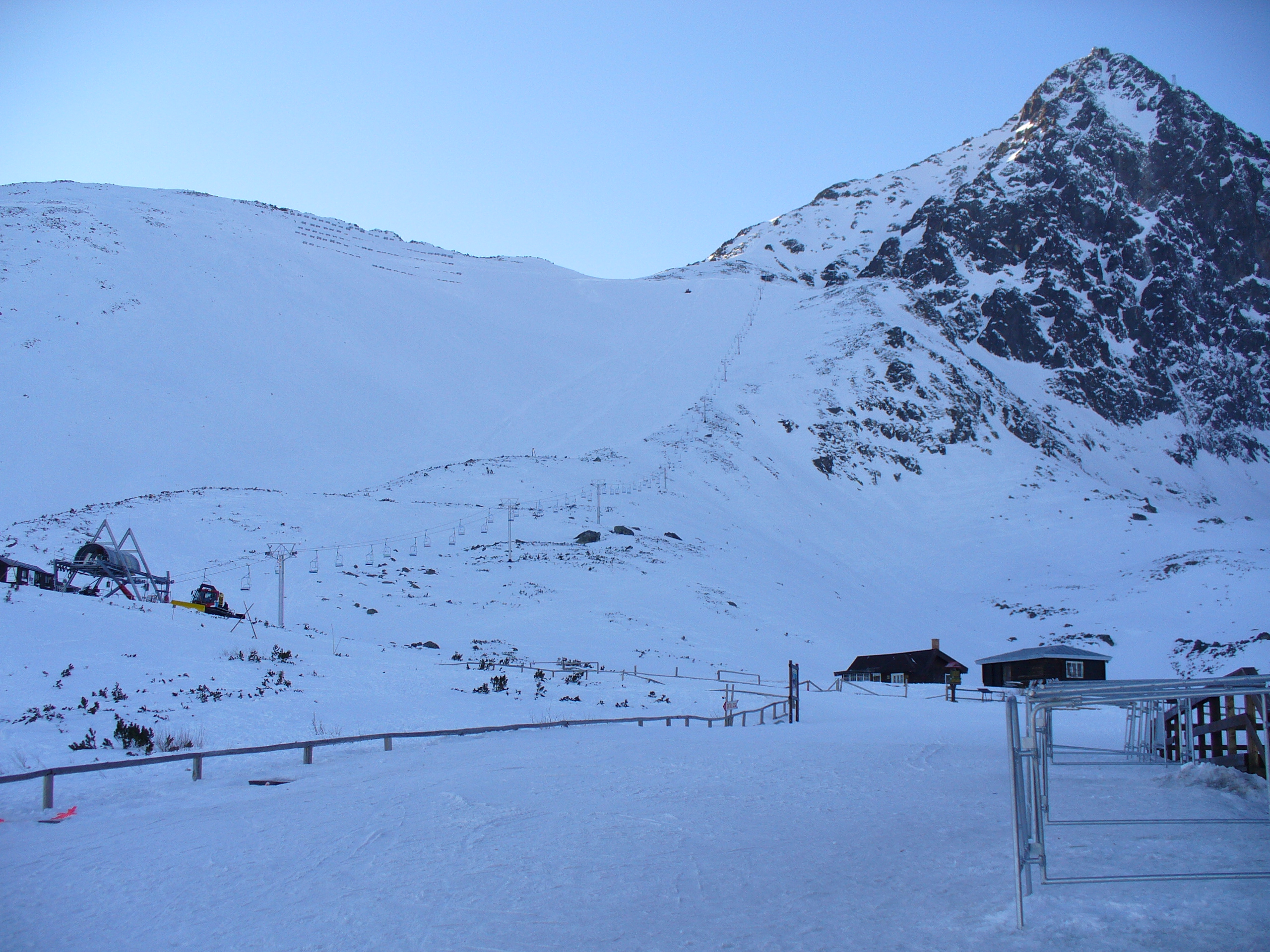
Székes felvonó a nyereghez

Lomnici-nyereg (szlovákul Lomnické sedlo) széles nyereg a Lomnici-csúcs D. gerincében, 2193 m magasan (*2189 m), a Magas-Tátrában, Szlovákiában. Mint átjárót ma már nem használják. 

## Megközelítése
- A Kő-pataki-tótól (DK-ről)

Készített ösvényen, zöld jelzés. A tó melletti hegyi szállodától kényelmes ösvény visz a völgykatlan bal oldalán egy darabig a Lomnici-csúcs irányában befelé, majd a völgykatlant balról határoló Lomnici-gerinchez felhúzódó magas omladéklejtőn szerpentinekkel a széles nyereghez (1 ó 15 p). 
- A Lomnici-gerincen

A Lomnici-gerincet elérhetjük: 
- a Kis-Tarpataki-völgyből. A völgynek a "Lépcsőke" feletti teraszán tovább befelé vezető ösvényből j. elágazó, a Kő-pataki-tóhoz átvezető piros jelzésű Felső-turistaút (Magistrála) utat elágazásától kb. 30 lépést követjük. Itt egy keskeny és elhanyagolt cserkészösvény ágazik el b. Ez az erdőben erős emelkedéssel visz a gerincre, amelynek hátát kb. 1650 m magasságban éri el. Az ösvény innen folyton a hát közelében visz felfelé. 45 p után elérjük azt a helyet, ahol a Kő-pataki-tó felől jövő ösvény a gerincre ér (kb. 1890 m);
- a Kő-pataki-tótól kb. 15 percig követve a Lomnici-nyeregre vezető utat, azt itt egy jobbról, a Tölcsér-tó katlanából jövő ösvény keresztezi. Ez az ösvény a gerinc omladékkal borított k. oldallejtőjét gyenge emelkedéssel d. irányban keresztezi, és végül, kb. 1890 m-en eléri a gerinc hátát, ahol a Kis-Tarpataki-völgyből feljövő ösvénnyel találkozik (a Kő-pataki-tótól 30 p). Ezután az ösvény a gerincen visz felfelé, majd miután elvész, tovább már úttalanul, füvön és törmeléken jutunk fel a póznával jelzett első gerincpúpra (Nagy-Lomnici-púp, 2041 m, 30 p), amelyet egy valamivel magasabb, nagy kőtömbökön egész könnyen elérhető torony (Vadász-taraj, 2080 m) követ. A széles hát jobb oldalán le egy lapos nyeregbe, azután ismét fel az elnyúlt, csipkés élű Nagy-Lomnici-toronyra (2202 m), amely után hamar elérjük a széles Lomnici-nyerget (10 p).

## Sípálya
A nyeregből indul Szlovákia legmagasabban található sípályája, a Lomnici-nyereg legendás fekete pályája. Ez Szlovákia leghosszabb pályájának kezdete is, ahol akár öt kilométert is csúszhat az, aki elindul a nyereg fekete pályáján, tovább halad a Kőpataki-tó alatti piros pályán, majd a kék pályán érkezik meg Tátralomnic faluba.
A Kő-pataki-tó és a Lomnici-nyereg között kétszemélyes ülőszékes sífelvonó üzemel. Az igazán fapadosnak tekinthető lift 10 perc alatt ér fel a nyeregbe, ahonnan csodás kilátás nyílik a környék hegyeire és bérceire. A lift mellett turistaút is halad, akár ezen is le lehet jönni a nyeregből. 